# Louverval Military Cemetery
Louverval Military Cemetery is een Britse militaire begraafplaats met gesneuvelden uit de Eerste Wereldoorlog, gelegen in Louverval, een gehucht in de Franse gemeente Doignies (Noorderdepartement). Ze ligt langs de weg van Bapaume naar Cambrai op 1 km ten noorden van het dorpscentrum (Église Saint-Martin) en vormt een geheel met het Cambrai Memorial. De begraafplaats ligt lager dan het straatniveau en is toegankelijk via het Cambrai Memorial en een dubbele trap met 27 treden. Ze wordt omsloten door een natuurstenen muur waar aan de noordelijke zijde het Cross of Sacrifice staat. De Stone of Remembrance bevindt zich in het Memorial.
De begraafplaats telt 124 gesneuvelden waaronder 6 niet geïdentificeerde.
De begraafplaats wordt onderhouden door de Commonwealth War Graves Commission.

## Geschiedenis
De sector rond het kasteel van Louverval werd vanaf eind augustus 1914 door de Duitsers bezet. Op 2 april 1917 werd het kasteel door het 56th Australian Infantry Battalion veroverd. De begraafplaats werd toen gestart en de graven in de rijen B en C zijn van slachtoffers die sneuvelden tussen april en december 1917.
Het gehucht bleef tot 21 maart 1918 in geallieerde handen tot de 51st (Highland) Division er tijdens de opmars van het Duitse leger (lenteoffensief) werd verdreven. In september daaropvolgend werd het door de Britse troepen heroverd. 
In 1927 werden er graven toegevoegd vanuit twee begraafplaatsen die in het kasteeldomein waren aangelegd: Louverval Chateau Cemetery (80 doden) en Louverval German Cemetery (7 doden).
Onder de geïdentificeerde doden zijn er 112 Britten, 4 Australiërs en 2 Nieuw-Zeelanders.

### Onderscheiden militairen
- Frank Pearce Pocock, luitenant bij de Royal Navy werd onderscheiden met de Distinguished Service Order en tweemaal met het Military Cross (DSO, MC and Bar).
- Rayner Harvey Johnson, majoor bij de Royal Garrison Artillery werd onderscheiden met het Military Cross (MC).
- korporaal William Renwick (South Staffordshire Regiment), kanonnier Henry John Absalom (Royal Garrisson Artillery), soldaat Alfred Carter (Worcestershire Regiment) en matroos R. Wilson (Royal Naval Volunteer Reserve) werden onderscheiden met de Military Medal (MM).